# Clairton
Clairton är en stad (city) i Allegheny County i delstaten Pennsylvania i USA. 12 april 1903 fick Clairton status som borough och 1 januari 1922 som city. Clairtons smeknamn är City of Prayer.
Filmen Deer Hunter från 1978 utspelar sig i Clairton.

## Kända personer från Clairton
- Daven Holly, utövare av amerikansk fotboll
- Stew Johnson, basketspelare
- Claudine Schneider, politiker